# Hans Marquardt (Musiker)
Hans Marquardt (* 3. Januar 1950 in Berlin) ist ein deutscher Musiker, Sänger und Sozialarbeiter. Von 1976 bis 1983 war er Mitglied der Gruppe Gebrüder Blattschuss, mit denen er auch mehrere Alben aufnahm. 1983 bis 2016 arbeitete Marquardt in der Kulturellen Kinder- und Jugendarbeit für die Abteilung Jugend im Bezirksamt Reinickendorf von Berlin.

## Karriere
Seit 1974 tritt Hans Marquardt als Sänger und Gitarrist in verschiedenen Programmen mit Liedern von Georg Kreisler auf. 1981 erschien ein im heute nicht mehr existierenden Berliner Folkclub Go-In aufgenommenes Soloalbum „live † makaber“ mit 13 Titeln.
Ende der 1990er Jahre war er an einem Klezmer-Musikal im Labsaal (Berlin-Lübars) unter Leitung von Joachim Johow und ab 2004 bei mehreren Konzerten der Gruppe i felici in der Villa Felice (Berlin-Heiligensee) beteiligt. Er spielte im Duo The Fab Two mit Lothar Schohl. Mit dem als „singenden Pfarrer“ bekannten Wolf Amadeus Fröhling tritt er regelmäßig auf, zwischen 2005 und 2015 vornehmlich bei den Kalebuz-Kultur Konzerten in Kampehl, die damals von Fröhling organisiert wurden. 2014 stand er als Lazar Wolf im Musical Anatevka auf der Bühne der Musikschule Reinickendorf, 2015 als Fagin in Oliver!.